# Ala-Kantonen
Ala-Kantonen är en sjö i Finland. Den ligger i kommunen Suomussalmi i landskapet Kajanaland, i den nordöstra delen av landet, 600 km norr om huvudstaden Helsingfors. Ala-Kantonen ligger 251,9 meter över havet. Arean är 1,03 kvadratkilometer och strandlinjen är 8,93 kilometer lång. Sjön  ingår i Uleälvens huvudavrinningsområde. 